# Persone di nome Per
| Questa pagina contiene informazioni ricavate automaticamente dalle voci biografiche con l'ausilio del template Bio e di un bot. L'aggiornamento è periodico e automatico e ricostruisce completamente la pagina. Se manca una persona in questa lista, sei pregato di non aggiungerla, ma accertati piuttosto che la sua voce biografica contenga il template Bio e che i dati anagrafici siano correttamente compilati. Se il template Bio manca, inseriscilo tu stesso o, in alternativa, metti l'avviso {{tmp\|Bio}} che ne segnala la mancanza. Se i dati riportati sono sbagliati, correggi direttamente la voce biografica; le modifiche saranno visibili in questa lista entro pochi giorni. Per chiarimenti vedi il progetto antroponimi. La lista contiene solo le 171 persone che sono citate nell'enciclopedia e per le quali è stato implementato correttamente il template Bio. Pagina aggiornata al 6 giu 2025. |

Questa è una lista di persone presenti nell'enciclopedia che hanno il nome Per, suddivise per attività principale.

## Allenatori di calcio(13)
- Per Brogeland, allenatore di calcio e ex calciatore norvegese (Eidsvoll, n. 1953)
- Per Frandsen, allenatore di calcio e ex calciatore danese (Copenaghen, n. 1970)
- Per Joar Hansen, allenatore di calcio e ex calciatore norvegese (Namsos, n. 1965)
- Per Morten Haugen, allenatore di calcio e ex calciatore norvegese (Røros, n. 1968)
- Per Inge Jacobsen, allenatore di calcio norvegese (Haugesund, n. 1981)
- Per Knudsen, allenatore di calcio e calciatore norvegese (n. 1930 - Oslo, † 2006)
- Per Mosgaard, allenatore di calcio e calciatore norvegese (Oslo, n. 1934 - † 1996)
- Per Nielsen, allenatore di calcio e ex calciatore danese (Aarhus, n. 1973)
- Per Olsson, allenatore di calcio e ex calciatore svedese (Skutskär, n. 1963)
- Per Pettersen, allenatore di calcio e ex calciatore norvegese (Oslo, n. 1946)
- Per Verner Rønning, allenatore di calcio e ex calciatore norvegese (Levanger, n. 1983)
- Per Anders Sjøvold, allenatore di calcio norvegese (Steinkjer, n. 1942)
- Per Egil Swift, allenatore di calcio e ex calciatore norvegese (Tønsberg, n. 1972)

## Allenatori di pallamano(1)
- Ola Lindgren, allenatore di pallamano e ex pallamanista svedese (Halmstad, n. 1964)

## Allenatori di sci alpino(1)
- Johan Wallner, allenatore di sci alpino e ex sciatore alpino svedese (Filipstad, n. 1965)

## Arbitri di calcio(1)
- Per Ivar Staberg, arbitro di calcio norvegese (Harstad, n. 1969)

## Astronomi(2)
- Per Rex Christensen, astronomo danese
- Per Collinder, astronomo svedese (n. 1890 - † 1975)

## Attori(2)
- Per Oscarsson, attore svedese (Stoccolma, n. 1927 - Skara, † 2010)
- Per Fredrik Åsly, attore, compositore e cantante norvegese (Sandefjord, n. 1986)

## Avvocati(1)
- Per Georg Scheutz, avvocato e inventore svedese (n. 1795 - † 1873)

## Canottieri(1)
- Per Sætersdal, ex canottiere norvegese (Bergen, n. 1964)

## Cantanti(3)
- Erik Grönwall, cantante svedese (Knivsta, n. 1987)
- Liamoo, cantante e modello svedese (Göteborg, n. 1997)
- Magnus Uggla, cantante svedese (Engelbrekts församling, n. 1954)

## Cantautori(1)
- Per Gessle, cantautore e chitarrista svedese (Halmstad, n. 1959)

## Cestisti(2)
- Per Günther, ex cestista tedesco (Hagen, n. 1988)
- Martin Ringström, ex cestista svedese (Göteborg, n. 1981)

## Chimici(1)
- Per Teodor Cleve, chimico e geologo svedese (Stoccolma, n. 1840 - Uppsala, † 1905)

## Ciclisti su strada(3)
- Per Strand Hagenes, ciclista su strada norvegese (Sandnes, n. 2003)
- Marcus Ljungqvist, ex ciclista su strada svedese (Falun, n. 1974)
- Per Pedersen, ex ciclista su strada danese (Vestervig, n. 1964)

## Compositori(1)
- Per Nørgård, compositore danese (Gentofte, n. 1932 - Copenaghen, † 2025)

## Diplomatici(1)
- Per Anger, diplomatico svedese (Göteborg, n. 1913 - Stoccolma, † 2002)

## Dirigenti sportivi(3)
- Håkan Loob, dirigente sportivo e ex hockeista su ghiaccio svedese (Visby, n. 1960)
- Per Mertesacker, dirigente sportivo e ex calciatore tedesco (Hannover, n. 1984)
- Per Skou, dirigente sportivo e calciatore norvegese (Skien, n. 1891 - Oslo, † 1962)

## Economisti(1)
- Per Kleppe, economista e politico norvegese (Oslo, n. 1923 - † 2021)

## Fisici(1)
- Per Vilhelm Brüel, fisico e imprenditore danese (Copenaghen, n. 1915 - † 2015)

## Fondisti(2)
- Per Knut Aaland, ex fondista norvegese (Innvik, n. 1954)
- Per Elofsson, ex fondista svedese (Umeå, n. 1977)

## Ginnasti(3)
- Per Bertilsson, ginnasta svedese (Drängsered, n. 1892 - Göteborg, † 1972)
- Per Jespersen, ginnasta norvegese (Skien, n. 1888 - Oslo, † 1964)
- Per Nilsson, ginnasta svedese (Stoccolma, n. 1890 - Stoccolma, † 1964)

## Hockeisti su ghiaccio(5)
- Per Gustafsson, ex hockeista su ghiaccio svedese (Oskarshamn, n. 1970)
- Johan Harju, ex hockeista su ghiaccio svedese (Övertorneå, n. 1986)
- Andreas Holmqvist, ex hockeista su ghiaccio svedese (Stoccolma, n. 1981)
- Staffan Kronwall, hockeista su ghiaccio svedese (Järfälla, n. 1982)
- Thomas Rundqvist, ex hockeista su ghiaccio svedese (Vimmerby, n. 1960)

## Informatici(1)
- Gottfrid Svartholm, informatico svedese (Stoccolma, n. 1984)

## Ingegneri(1)
- Per Karl Hjalmar Dusén, ingegnere, esploratore e botanico svedese (Vimmerby, n. 1855 - Tranås, † 1926)

## Letterati(1)
- Per Hallström, letterato svedese (Stoccolma, n. 1866 - Nacka, † 1960)

## Logici(1)
- Per Lindström, logico svedese (n. 1936 - Göteborg, † 2009)

## Lottatori(3)
- Per Gunnar Berlin, lottatore svedese (Södra Sandby, n. 1921 - † 2011)
- Rudolf Svedberg, lottatore svedese (n. 1910 - Eskilstuna, † 1992)
- Per Svensson, lottatore svedese (Sollefteå, n. 1943 - Sundsvall, † 2020)

## Militari(1)
- Per Sørensen, militare danese (Randers, n. 1913 - Berlino, † 1945)

## Nuotatori(2)
- Per Holmertz, ex nuotatore svedese (Motala, n. 1960)
- Per Johansson, ex nuotatore svedese (Borlänge, n. 1963)

## Pallamanisti(3)
- Magnus Andersson, ex pallamanista e allenatore di pallamano svedese (Linköping, n. 1966)
- Per Carlén, ex pallamanista e allenatore di pallamano svedese (Karlstad, n. 1960)
- Per Thomas Linders, ex pallamanista svedese (Onsala, n. 1975)

## Pattinatori artistici su ghiaccio(1)
- Per Thorén, pattinatore artistico su ghiaccio svedese (Stoccolma, n. 1885 - Stoccolma, † 1962)

## Pattinatori di velocità su ghiaccio(1)
- Per Ivar Moe, ex pattinatore di velocità su ghiaccio norvegese (Ålesund, n. 1944)

## Piloti automobilistici(1)
- Per Stureson, ex pilota automobilistico svedese (n. 1948)

## Piloti di rally(1)
- Per Eklund, ex pilota di rally svedese (Koppom, n. 1946)

## Pistard(1)
- Per Lyngemark, pistard danese (Frederiksberg, n. 1941 - † 2010)

## Pittori(1)
- Per Kirkeby, pittore, scultore e scrittore danese (Copenaghen, n. 1938 - Copenaghen, † 2018)

## Politici(8)
- Per Bolund, politico e ambientalista svedese (Stoccolma, n. 1971)
- Per Borten, politico norvegese (Flå, n. 1913 - Trondheim, † 2005)
- Per Brahe il Vecchio, politico svedese (n. 1520 - † 1590)
- Per Brahe il Giovane, politico svedese (Österåker, n. 1602 - Vaxholm, † 1680)
- Gustav Fridolin, politico e giornalista svedese (Vittsjö, n. 1983)
- Per Albin Hansson, politico svedese (Kulladal, n. 1885 - Stoccolma, † 1946)
- Gabriel Wikström, politico svedese (Skinnskatteberg, n. 1985)
- Jimmie Åkesson, politico svedese (Ivetofta, n. 1979)

## Registi(2)
- Per Fly, regista e sceneggiatore danese (Skive, n. 1960)
- Per Lindberg, regista svedese (Stoccolma, n. 1890 - † 1944)

## Saltatori con gli sci(1)
- Per Bergerud, ex saltatore con gli sci norvegese (Flesberg, n. 1956)

## Schermidori(2)
- Per Carleson, schermidore svedese (Stoccolma, n. 1917 - Göteborg, † 2004)
- Per Sundberg, schermidore svedese (Malmö, n. 1949 - Höllviken, † 2015)

## Sciatori alpini(7)
- Johan Brolenius, ex sciatore alpino svedese (Örebro, n. 1977)
- André Myhrer, ex sciatore alpino svedese (Nordanstig, n. 1983)
- Per Christian Nicolaysen, ex sciatore alpino norvegese (n. 1957)
- Per Rönnmark, ex sciatore alpino svedese (n. 1979)
- Per Saxvall, ex sciatore alpino svedese (n. 1989)
- Per Fredrik Spieler, ex sciatore alpino norvegese (n. 1970)
- Per Martin Sunde, ex sciatore alpino norvegese (Oslo, n. 1944)

## Sciatori nordici(1)
- Jörgen Brink, sciatore nordico svedese (Hudiksvall, n. 1974)

## Scrittori(7)
- Per Abbat, scrittore
- Per Daniel Amadeus Atterbom, scrittore svedese (Åsbo, n. 1790 - Uppsala, † 1855)
- Per Olof Ekström, scrittore e giornalista svedese (Gestad, n. 1926 - Bucarest, † 1981)
- Per Olov Enquist, scrittore, sceneggiatore e giornalista svedese (Skellefteå, n. 1934 - Vaxholm, † 2020)
- Per Petterson, scrittore norvegese (Oslo, n. 1952)
- Per Wahlöö, scrittore, giornalista e traduttore svedese (Halland, n. 1926 - Malmö, † 1975)
- Per Wästberg, scrittore e attivista svedese (Stoccolma, n. 1933)

## Storici(1)
- Per Anders Rudling, storico e scrittore svedese (Karlstad, n. 1974)

## Tastieristi(1)
- Per Wiberg, tastierista svedese (Stoccolma, n. 1968)

## Tennisti(2)
- Per Henricsson, ex tennista svedese (Stoccolma, n. 1969)
- Per Hjertquist, ex tennista svedese (Bodafors, n. 1960)

## Tiratori a segno(2)
- Fredric Landelius, tiratore a segno e tiratore a volo svedese (Eksjö, n. 1884 - Borås, † 1931)
- Olof Sköldberg, tiratore a segno svedese (Kristinehamn, n. 1910 - Stoccolma, † 1979)

## Tiratori di fune(1)
- August Gustafsson, tiratore di fune svedese (Kyrkefalla, n. 1875 - Göteborg, † 1938)

## Triplisti(1)
- Arne Åhman, triplista e altista svedese (Nordingrå, n. 1925 - Umeå, † 2022)

## Velocisti(1)
- Ture Persson, velocista svedese (Kristianstad, n. 1892 - Bromma, † 1956)

## Violinisti(1)
- Pete Johansen, violinista norvegese (n. 1962)

## Senza attività specificata(1)
- Per Nyqvist, ex pentatleta svedese (Göteborg, n. 1964)